# Eleições estaduais em Santa Catarina em 1966
As eleições estaduais em Santa Catarina em 1966 ocorreram em 15 de novembro conforme prescrito no Ato Institucional Número Três em 22 estados e nos territórios federais do Amapá, Rondônia e Roraima. A ausência de eleições para governador e vice-governador se explica devido à eleição direta realizada em 1965 onde Ivo Silveira e Francisco Dall'Igna chegaram ao Palácio da Agronômica e assim foram eleitos o senador Celso Ramos, além de 14 deputados federais e 45 deputados estaduais num pleito onde a ARENA venceu por ampla maioria.
Natural de Lages, o empresário Celso Ramos fundou uma madeireira e também a Federação das Indústrias de Santa Catarina em 1950, presidindo-a por dez anos. Representante catarinense na Confederação Nacional da Indústria e entidades afins, foi derrotado por Irineu Bornhausen ao disputar o mandato de senador em 1958, no entanto foi eleito governador de Santa Catarina pelo PSD em 1960 para cinco anos de mandato. Em apoio ao Regime Militar de 1964 ingressou na ARENA e agora foi eleito senador. Uma análise em sua árvore genealógica informa que Celso Ramos é filho de Vidal Ramos e irmão de Nereu Ramos, que em 1955 assumiu a presidência da República, transmitindo-a depois para Juscelino Kubitschek.
Após saírem das urnas com uma expressão diminuta, os políticos de oposição em Santa Catarina sofreram um revés causado pelo Ato Institucional Número Cinco que, embora tenha atingido membros da ARENA, foi utilizado para cassar os mandatos de toda a bancada do MDB. A punição aos oposicionistas aconteceu em 1969 e assim foi preciso esperar até as eleições de 1970 para recuperar o espaço perdido.

## Resultado da eleição para senador
Os números a seguir têm por fonte os arquivos do Tribunal Superior Eleitoral e do Tribunal Regional Eleitoral de Santa Catarina.
| Candidatos a senador da República | Primeiro suplente de senador | Número | Coligação             | Votação | Percentual |
| --------------------------------- | ---------------------------- | ------ | --------------------- | ------- | ---------- |
| Celso Ramos ARENA                 | Álvaro Catão ARENA           | -      | ARENA (sem coligação) | 380.245 | 67,41%     |
| Brasílio Celestino MDB            | Jaime Arruda Ramos MDB       | -      | MDB (em sublegenda)   | 102.572 | 18,19%     |
| Cid Pedroso MDB                   | Percy João de Borba MDB      | -      | MDB (em sublegenda)   | 81.228  | 14,40%     |

## Deputados federais eleitos
São relacionados os candidatos eleitos com informações complementares da Câmara dos Deputados.

Representação eleita
  ARENA: 11
  MDB: 3

| Deputados federais eleitos | Partido | Votação | Percentual | Cidade onde nasceu   | Unidade federativa |
| Genésio Miranda Lins       | ARENA   | 50.315  | 7,72%      | Itajaí               | Santa Catarina     |
| Ademar Ghisi               | ARENA   | 45.890  | 7,04%      | Braço do Norte       | Santa Catarina     |
| Lígia Doutel de Andrade    | MDB     | 43.495  | 6,67%      | Florianópolis        | Santa Catarina     |
| Paulo Macarini             | MDB     | 41.060  | 6,30%      | Capinzal             | Santa Catarina     |
| Aroldo Carvalho            | ARENA   | 37.353  | 5,73%      | Canoinhas            | Santa Catarina     |
| Osmar Cunha                | ARENA   | 37.321  | 5,73%      | Florianópolis        | Santa Catarina     |
| Joaquim Ramos              | ARENA   | 36.372  | 5,58%      | Lages                | Santa Catarina     |
| Albino Zeni                | ARENA   | 35.186  | 5,40%      | Piraquara            | Paraná             |
| Carneiro de Loyola         | ARENA   | 31.020  | 4,76%      | Paranaguá            | Paraná             |
| Romano Massignan           | ARENA   | 26.507  | 4,07%      | Veranópolis          | Rio Grande do Sul  |
| Osni Régis                 | ARENA   | 22.306  | 3,42%      | Florianópolis        | Santa Catarina     |
| Lenoir Vargas              | ARENA   | 20.736  | 3,18%      | Tupanciretã          | Rio Grande do Sul  |
| Osmar Dutra                | ARENA   | 20.066  | 3,08%      | Florianópolis        | Santa Catarina     |
| Doin Vieira                | MDB     | 18.705  | 2,87%      | São Francisco do Sul | Santa Catarina     |
| Fonte:                     |         |         |            |                      |                    |

## Deputados estaduais eleitos
Das 45 cadeiras na Assembleia Legislativa de Santa Catarina a ARENA levou trinta e quatro e o MDB, onze.

Representação eleita
  ARENA: 34
  MDB: 11

| Deputados estaduais eleitos   | Partido | Votação | Percentual | Cidade onde nasceu   | Unidade federativa |
| Aldo Pereira de Andrade       | ARENA   | 16.158  |            | Lages                | Santa Catarina     |
| Fernando Viegas               | ARENA   | 11.717  |            | Santos               | São Paulo          |
| Genir Destri                  | MDB     | 11.567  |            | Joaçaba              | Santa Catarina     |
| Fioravante Massolini          | ARENA   | 11.566  |            | Caxias do Sul        | Rio Grande do Sul  |
| Nelson Pedrini                | ARENA   | 11.250  |            | Joaçaba              | Santa Catarina     |
| Gentil Bellani                | ARENA   | 11.169  |            | Passo Fundo          | Rio Grande do Sul  |
| Ivo Reis Montenegro           | ARENA   | 10.907  |            | São José             | Santa Catarina     |
| Áureo Vidal Ramos             | ARENA   | 10.741  |            | Lages                | Santa Catarina     |
| Antônio Pichetti              | ARENA   | 10.259  |            | Joaçaba              | Santa Catarina     |
| Afonso Ghizzo                 | ARENA   | 10.027  |            | Tubarão              | Santa Catarina     |
| Waldemar Salles               | ARENA   | 9.961   |            | Tubarão              | Santa Catarina     |
| Abel Ávila dos Santos         | ARENA   | 9.948   |            | Tijucas              | Santa Catarina     |
| Pedro Colin                   | ARENA   | 9.878   |            | Porto Alegre         | Rio Grande do Sul  |
| Mário Olinger                 | ARENA   | 9.792   |            | Brusque              | Santa Catarina     |
| João Custódio da Luz          | ARENA   | 9.406   |            | Rio do Sul           | Santa Catarina     |
| Pedro Ivo Campos              | MDB     | 9.526   |            | Florianópolis        | Santa Catarina     |
| Lecian Slovinski              | ARENA   | 8.947   |            | Cocal do Sul         | Santa Catarina     |
| João Bertoli                  | ARENA   | 8.779   |            | Rodeio               | Santa Catarina     |
| Hermelino Largura             | ARENA   | 8.728   |            | Blumenau             | Santa Catarina     |
| Celso Ivan da Costa           | ARENA   | 8.362   |            | Curitibanos          | Santa Catarina     |
| Ademar Garcia Filho           | ARENA   | 8.552   |            | Joinville            | Santa Catarina     |
| Lauro Locks                   | ARENA   | 8.274   |            | Braço do Norte       | Santa Catarina     |
| Paulo Rocha Faria             | ARENA   | 8.229   |            | Curitiba             | Paraná             |
| Epitácio Bittencourt          | ARENA   | 8.226   |            | Imaruí               | Santa Catarina     |
| Hélio Carneiro                | ARENA   | 7.715   |            | Porto União          | Santa Catarina     |
| Antônio Guglielmi Sobrinho    | ARENA   | 7.654   |            | Morro da Fumaça      | Santa Catarina     |
| Celso Ramos Filho             | ARENA   | 7.596   |            | Lages                | Santa Catarina     |
| Elgydio Lunardi               | ARENA   | 7.593   |            | Veranópolis          | Rio Grande do Sul  |
| Sebastião Neto Campos         | ARENA   | 7.419   |            | Catalão              | Goiás              |
| Evaldo Amaral                 | ARENA   | 7.295   |            | Lages                | Santa Catarina     |
| Zany Gonzaga                  | ARENA   | 7.284   |            | Porto União          | Santa Catarina     |
| Walter Vicente Gomes          | ARENA   | 7.211   |            | São João Batista     | Santa Catarina     |
| Evilásio Caon                 | MDB     | 6.909   |            | Vacaria              | Rio Grande do Sul  |
| Fernando José Caldeira Bastos | ARENA   | 6.900   |            | Florianópolis        | Santa Catarina     |
| Pedro Harto Hermes            | ARENA   | 6.855   |            | Concórdia            | Santa Catarina     |
| Fausto Lobo da Silva Brasil   | MDB     | 6.824   |            | Curitiba             | Paraná             |
| Angelino Rosa                 | ARENA   | 6.689   |            | Erechim              | Rio Grande do Sul  |
| Nilton Kucker                 | ARENA   | 6.595   |            | Itajaí               | Santa Catarina     |
| Nilo Belo                     | MDB     | 6.163   |            | Chapecó              | Santa Catarina     |
| Manoel Dias                   | MDB     | 6.080   |            | Criciúma             | Santa Catarina     |
| Evelásio Vieira               | MDB     | 5.923   |            | Indaial              | Santa Catarina     |
| Ivo Luís Knoll                | MDB     | 4.825   |            | Rio do Sul           | Santa Catarina     |
| Waldir Luís Buzatto           | MDB     | 4.719   |            | Palmeira das Missões | Rio Grande do Sul  |
| Carlos Büchele                | MDB     | 4.671   |            | Tijucas              | Santa Catarina     |
| Lourenço Antônio Brancher     | MDB     | 4.625   |            | Capinzal             | Santa Catarina     |
| Fonte:                        |         |         |            |                      |                    |